# ذراع بن خده
ذراع بن خده (به عربی: ذراع بن خدة) یک شهرداری در الجزایر است که در استان تیزی وزو واقع شده‌است.